# Municipio de Fisher (Minnesota)
El municipio de Fisher (en inglés: Fisher Township) es un municipio ubicado en el condado de Polk en el estado estadounidense de Minnesota. En el año 2010 tenía una población de 200 habitantes y una densidad poblacional de 2,17 personas por km².

## Geografía
El municipio de Fisher se encuentra ubicado en las coordenadas 47°48′15″N 96°48′14″O / 47.80417, -96.80389. Según la Oficina del Censo de los Estados Unidos, el municipio tiene una superficie total de 92.3 km², de la cual 92,3 km² corresponden a tierra firme y (0 %) 0 km² es agua.

## Demografía
Según el censo de 2010, había 200 personas residiendo en el municipio de Fisher. La densidad de población era de 2,17 hab./km². De los 200 habitantes, el municipio de Fisher estaba compuesto por el 98 % blancos, el 1 % eran amerindios, el 0,5 % eran de otras razas y el 0,5 % eran de una mezcla de razas. Del total de la población el 2 % eran hispanos o latinos de cualquier raza.